# Dos mangas (Ecuador)
Dos mangas es una localidad ecuatoriana que está ubicada a unos 7 kilómetros de la cabecera parroquial de Manglaralto en la provincia de Santa Elena.

## Historia
El origen de su nombre se debe a que por este sector cruzan dos riachuelos: Grande y Colín, actualmente conocidos como río de la cascada y río de las piscinas y su población en la antigüedad los llamaban “mangas”.
Los primeros asentamientos se remontan a 1937, cuando la actividad agrícola estaba en apogeo. El invierno comenzaba normalmente en diciembre o enero, y los primeros pobladores vivían totalmente de sus cosechas ancestrales. Una bonanza que se extendió hasta la década del ochenta cuando ocurrió el fenómeno del niño, y después de un tiempo cuando las lluvias empezaron a escasear. Fue entonces que los agricultores cambiaron la agricultura y se convirtieron en explotadores del bosque húmedo tropical. Talaban los árboles y los vendían a la industria maderera.
En la década de los 90 el Ministerio del Ambiente y Fundación Natura ejecutaron un plan de manejo sostenible para reducir la tala progresiva de árboles. Por cada hectárea reforestada a los agricultores les pagaban 70.000 sucres en aquel tiempo. Así fue cambiando la mentalidad para la re forestación del bosque de 2.840 hectáreas de las 4.945 que conforman el área comunal. Se cultivaron árboles maderables, entre ellos el Fernán Sánchez y el guayacán; y especies de plantas primitivas, como helechos y musgos.

## Ecoturismo
Este poblado se camufla con el bosque húmedo tropical que cubre la cordillera Chongón-Colonche, por tal vegetación los comuneros custodian 2 800 hectáreas de áreas protegidas desde 1999. La zona comunal posee muchos senderos, entre ellos el sendero de Las Cascadas, rodeado por correntosas caídas de agua, también existe la ruta de Las Piscinas, con 24 estanques cristalinos, de hasta 4 metros de profundidad.
Por sus características bióticas, en Dos mangas permite el desarrollo de gran variedad faunística, el bosque es utilizado como nicho ecológico y hábitat de diferentes especies nativas, de ahí la importancia de su preservación. Se han descrito aproximadamente 84 especies de aves para el sector de los senderos Las Cascadas y las Pozas. En el área se pueden observar fácilmente, algunos animales como el Caracara Jacana, las Tortolitas, Periquito del Pacífico, Cuco Ardilla, Tangará, Pájaro Brujo y muchas más que hacen de este sitio, el ideal para el aviturismo. Además se pueden apreciar algunas especies de anfibios reptiles, peces y algunas especies de mamíferos.

## Sus habitantes
En esta comuna habitan  aproximadamente 1.300 personas, quienes son las encargadas del cuidado de este bosque húmedo en el 2017 cual pasado recibió a 3.500 turistas. 
Para mantenerlo sustetable, el Ministerio del Ambiente les proporciona un monto económico porque están dentro del Proyecto Socio Bosque que impulsa a la conservación.
Además del ecoturismo, la agricultura en pequeña escala y el trabajo, los pobladores se dedican a realizar trabajos en madera de tagua y de artesanías en paja toquilla, como carteras, pulseras y llaveros , que debido a la calidad, habitantes de Cuenca y Guayaquil compran diferentes tipos de artesanías por docenas. Todos estos emprendimientos han prosperado gracias a la capacitación que les brindó la Escuela Superior Politécnica del Litoral (Espol) hace aproximadamente 30 años.